# Buchanania insignis
Buchanania insignis är en sumakväxtart som beskrevs av Carl Ludwig von Blume. Buchanania insignis ingår i släktet Buchanania och familjen sumakväxter. Inga underarter finns listade i Catalogue of Life.